# Amt Rehme
Das Amt Rehme war ein Amt im Kreis Minden in Nordrhein-Westfalen, Deutschland mit Amtssitz in Werste. Im Rahmen der nordrhein-westfälischen Gebietsreform wurde das Amt durch das Bielefeld-Gesetz zum 31. Dezember 1972 aufgelöst. Seine Gemeinden wurden Teil der Stadt Bad Oeynhausen im Kreis Minden-Lübbecke, die auch Rechtsnachfolgerin des Amtes ist.

## Vorgeschichte
Von den Orten des späteren Amtes Rehme gehörten Rehme und Niederbecksen (das heutige Lohe) bis zur Franzosenzeit zum Amt Vlotho der Grafschaft Ravensberg, während Dehme, Eidinghausen, Volmerdingsen, Werste und Wulferdingsen ursprünglich zum Amt Hausberge des Fürstentums Minden gehörten. Von 1807 bis 1810 gehörte das gesamte Gebiet zum napoleonischen Satellitenstaat Königreich Westphalen. Während dieser Zeit gehörten Rehme und Niederbecksen zum Kanton Vlotho im Distrikt Bielefeld und die übrigen Gemeinden zum Kanton Haddenhausen im Distrikt Minden.
Bei der Annexion großer Teile Norddeutschlands durch Napoleon Bonaparte fielen von 1811 bis 1813 im Raum Rehme alle Gemeinden nördlich der Werre an das Kaiserreich Frankreich. Dort gehörten sie zum Arrondissement Minden im französischen Departement der Oberen Ems und bildeten die vier Mairien Dehme, Eidinghausen, Volmerdingsen und Wulferdingsen.
Rehme und Niederbecksen verblieben von 1811 bis 1813 im Kanton Vlotho des Königreichs Westphalen.
Nach der napoleonischen Niederlage fiel ganz Minden-Ravensberg 1813 zurück an Preußen. Bei der Kreiseinteilung der neuen Provinz Westfalen im Jahr 1816 kamen Rehme, Niederbecksen und Dehme zum Kreis Herford, während Eidinghausen, Volmerdingsen, Werste und Wulferdingsen zum Kreis Minden kamen. Am 1. Januar 1832 wurde das Kirchspiel Rehme, zu dem Dehme, Niederbecksen und Rehme gehörten, aus dem Kreis Herford in den Kreis Minden umgegliedert.

## Geschichte
Bei der Einführung der westfälischen Landgemeinde-Ordnung von 1841 wurde 1843 im Kreis Minden aus den Gemeinden Rehme, Niederbecksen und Dehme das Amt Rehme gebildet. Im Jahr 1851 kamen die Gemeinden Eidinghausen, Volmerdingsen, Werste und Wulferdingsen hinzu, die zunächst dem Amt Dützen zugeordnet waren. Im gleichen Jahr wurden die beiden Gemeinden Rehme und Niederbecksen zur Gemeinde Rehme-Niederbecksen zusammengeschlossen. Durch Kabinettsorder vom 26. April 1859 wurde aus Teilen der Gemeinden Rehme-Niederbecksen und Gohfeld (Kreis Herford) die Stadt Oeynhausen gegründet und dem Amt Rehme zugeordnet. 1868 wurden Rehme und Niederbecksen wieder in zwei Gemeinden getrennt.
Als man 1847 die Cöln-Mindener-Eisenbahn eröffnete, wurde die Bahnstation zunächst mit Bad Rehme und später mit Bad Oeynhausen bezeichnet. Bis 1885 gehörte die Stadt Oeynhausen zum Amt Rehme und war eine amtsangehörige Stadt unter der Westfälischen Landgemeindeordnung. 1885 erhielt Oeynhausen die Städteordnung und schied aus dem Amt Rehme aus. 1911 erhielt die Stadt Oeynhausen den amtlichen Namen Bad Oeynhausen.
Die Gemeinde Niederbecksen wurde 1927 in Lohe umbenannt, nachdem der Ortsteil Niederbecksen-Bruch am 1. April 1926 gegen eine Entschädigungszahlung von 25.000 Mark an die Stadt Bad Oeynhausen abgegeben wurde. Das Amt Rehme umfasste seitdem die folgenden sieben Gemeinden:
- Dehme
- Eidinghausen
- Lohe
- Rehme
- Volmerdingsen
- Werste
- Wulferdingsen

Das Amtshaus mit dem Sitz der Amtsverwaltung befand sich am Schwarzen Weg in Werste. Im Rahmen der nordrhein-westfälischen Gebietsreform wurde das Amt Rehme durch das Bielefeld-Gesetz zum 1. Januar 1973 aufgelöst. Seine sieben Gemeinden wurden Teil der Stadt Bad Oeynhausen, die dem neuen Kreis Minden-Lübbecke zugeordnet wurde.

## Einwohnerentwicklung
| Jahr | Einwohner | Quelle |
| ---- | --------- | ------ |
| 1843 | 03.328    | [ 13 ] |
| 1864 | 09.215    | [ 14 ] |
| 1871 | 10.807    | [ 13 ] |
| 1885 | 09.658    | [ 15 ] |
| 1910 | 16.421    | [ 16 ] |
| 1925 | 15.829    | [ 17 ] |
| 1939 | 19.806    | [ 17 ] |
| 1950 | 25.843    | [ 18 ] |
| 1961 | 26.493    | [ 18 ] |
| 1970 | 29.889    | [ 18 ] |